# Campana dello Zar

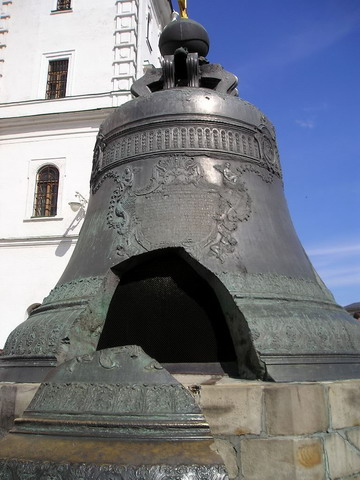
Campana dello Zar

La campana dello Zar (in russo Царь-колокол?, Carʾ-kolokol) è un'enorme campana in mostra al Cremlino. È la più grande campana esistente: venne commissionata dalla sovrana Anna, nipote di Pietro il Grande. 
Pesa 216 tonnellate, con un'altezza di 6,14 m e un diametro di 6,6 m. È stata ricavata dal bronzo fuso ad opera di Ivan Motorin e del figlio Michail nel periodo 1733-1735. Ornamenti, disegni e iscrizioni sono di V. Kobelev, P. Galkin, P. Kokhtev, P. Serebrjakov e P. Lukovnikov. La campana non ha mai suonato: durante un incendio scoppiato nel 1737, un grosso pezzo di 11,5 tonnellate si staccò mentre era ancora nella fossa di colata. Nel 1836, la campana dello Zar e il pezzo staccato furono posti su una base vicino al campanile di Ivan il Grande nel Cremlino di Mosca, accanto allo Zar-puška.